# Đèo Dệt
Đèo Dệt là đèo trên Đường tỉnh 114 ở vùng đất huyện Phù Yên tỉnh Sơn La, Việt Nam .

## Vị trí
Đoạn Đường tỉnh 114 ở vùng này nối thị trấn Phù Yên 21°15′45″B 104°39′08″Đ / 21,262448°B 104,652221°Đ qua xã Huy Tân tới xã Tân Lang. Tại phía đông xã Tân Lang Đường tỉnh 114 nối vào quốc lộ 32B ở ngã ba Bái Đu 21°17′33″B 104°48′18″Đ / 21,292469°B 104,805083°Đ, thôn Bái Đu xã Tân Lang.
Đèo Dệt trên Đường tỉnh 114 ở giáp ranh giữa xã Huy Tân và xã Tân Lang .